# Хирага Гэннай
Хирага Гэннай (яп. 平賀 源内, 1728 год — 24 января 1780 года) — японский изобретатель, фармацевт, писатель. Настоящее имя — Хирага Кунитомо.
Происходил из провинции Сануки. Изучал фармацевтику, голландские науки, экономику, японские науки. Способствовал товарообмену между регионами, организуя выставки продукции из различных японских княжеств. Изобрёл способ изготовления ткани из асбеста, самостоятельно смастерил первый японский термометр и на основе голландских разработок создал элекитер, генератор статического электричества.
Зарабатывал написанием сатирических романов и драм для театра кукол, которые пользовались большим успехом в Эдо. Среди наиболее известных его произведений — «Предание об элегантном Сидокене» (яп. 風流志道軒伝), «Перекати-поле» (яп. 根無草), «Священная переправа Ягути» (яп. 神霊矢口渡). В бытовой ссоре убил человека, после чего был заключён в тюрьму. Умер в следующем году в камере.